# Reserved
Reserved je polský oděvní projekční a prodejní řetězec se sídlem v Gdaňsku založený Markem Piechockým a Jerzym Lubiaňcem. Provozuje ho firma LPP S.A. a LPP byla původní značka prodejen firmy, které později přešly pod značku Reserved. Síť působí v řadě zemí střední a východní Evropy. Vznikly dále prodejny módního oblečení pro mládež (CroppTown, resp. Cropp) a pro děti Reserved-Kids, resp. Re-Kids, a také síť Home&You s potřebami pro domácnosti.
V roce 2012 měla LPP 146 prodejen Reserved v Polsku o celkové ploše 102 000 m² umístěných ve velkých nákupních centrech. Svou první zahraniční prodejnu firma otevřela v únoru 2002 v estonském Tallinnu. V současnosti[kdy?] se mimo Polsko nachází 97 salonů Reserved s celkovou plochou 90 000 m², a to v Bělorusku, v Estonsku, Litvě, Lotyšsku, na Ukrajině, v Rusku, Česku, na Slovensku, v Rumunsku, Bulharsku a v Maďarsku.
V roce 2020 obsadil Reserved 10. místo v žebříčku nejlepších značek v Polsku, který připravily YouGov and Inquiry.
V roce 2021 měla značka Reserved v Polsku 191 kamnenných prodejen a mimo Polsko 250 kamenných prodejen. Online prodej probíhá prostřednictvím webové stránky Reserved.com ve 28 evropských zemích a Izraeli.